# Austrolimnophila nahuelicola
Austrolimnophila nahuelicola är en tvåvingeart som beskrevs av Alexander 1957. Austrolimnophila nahuelicola ingår i släktet Austrolimnophila och familjen småharkrankar. Inga underarter finns listade i Catalogue of Life.